# Международный конгресс испанского языка

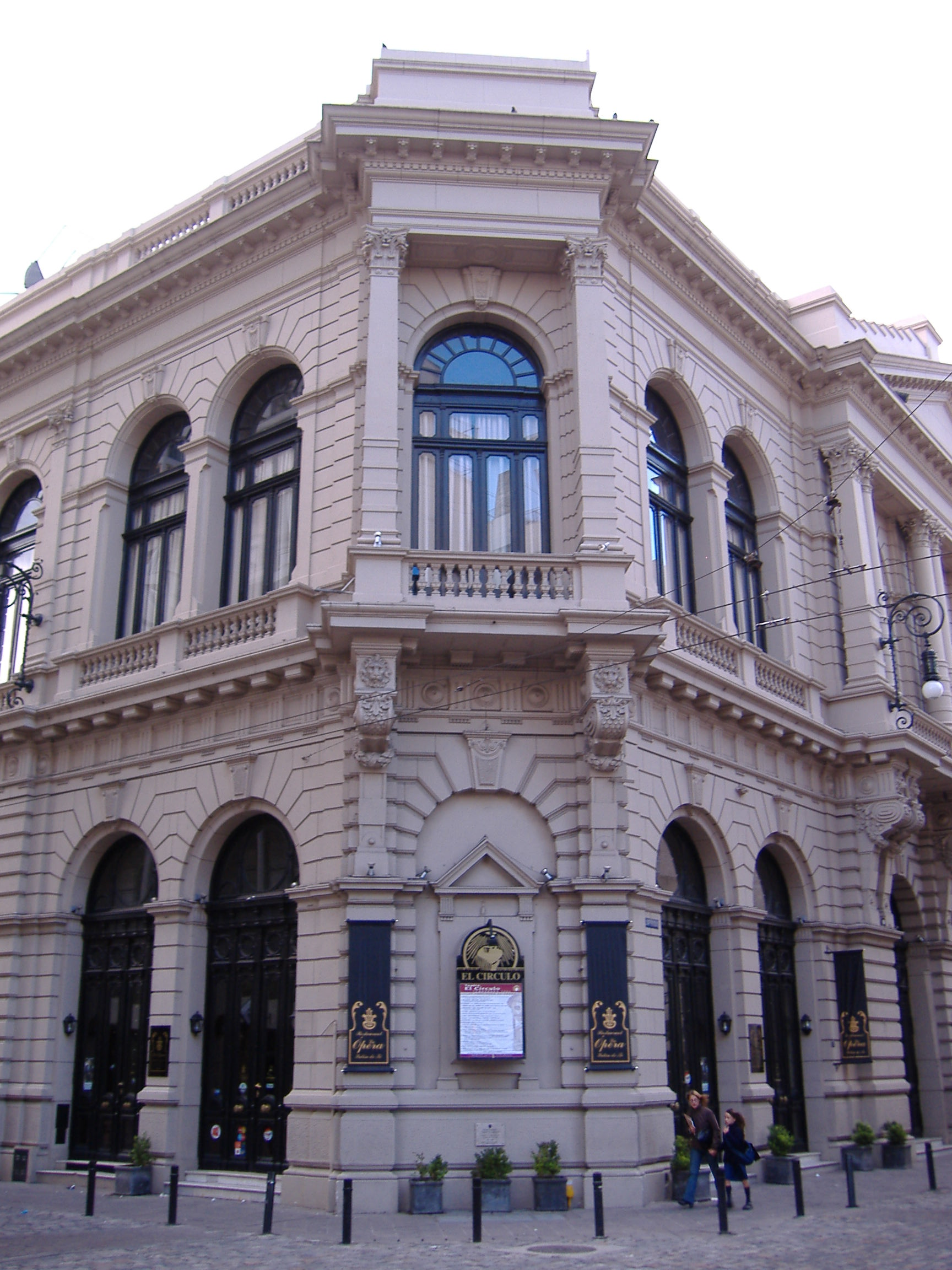
Teatro El Círculo, Росарио, Аргентина, где проходил III конгресс испанского языка.

Международный конгресс испанского языка (исп. Congreso Internacional de la Lengua Española) — международный форум, на котором проходит обсуждение актуальных проблем состояния, распространения и функционирования испанского языка. Организатором конгрессов выступает Институт Сервантеса совместно с Королевской академией испанского языка и Ассоциацией академий испанского языка, конгрессы проводятся раз в три года в Испании или одной из испаноязычных стран Латинской Америки.
Тематика очередного конгресса определяется актуальной ситуацией в испанском языке, проблемами и вызовами, стоящими перед ним. Итоги конгресса доводятся до правительств, организаций и частных лиц, связанных по роду своей деятельности с использованием испанского языка в целях поощрения единства языка и испаноязычного сообщества. Участниками конгрессов являются испаноязычные литераторы, учёные и эксперты в области испанского языка.

## Прошедшие конгрессы
| Порядковый номер | Время проведения                                       | Город       | Страна      | Девиз                                                              |
| ---------------- | ------------------------------------------------------ | ----------- | ----------- | ------------------------------------------------------------------ |
| I                | 7-11 апреля 1997                                       | Сакатекас   | Мексика     | «La lengua y los medios de comunicación»                           |
| II               | 16-19 октября 2001                                     | Вальядолид  | Испания     | «El idioma español en la sociedad de la información»               |
| III              | 17-20 ноября 2004                                      | Росарио     | Аргентина   | «Identidad lingüística y globalización»                            |
| IV               | 26-29 марта 2007                                       | Картахена   | Колумбия    | «Presente y futuro de la lengua española. Unidad en la diversidad» |
| V                | Перенесён (был запланирован со 2 по 6 марта 2010 года) | Вальпараисо | Чили        | «América en la lengua española»                                    |
| VI               | 20-23 октября 2013                                     | Панама      | Панама      | «El español en el libro»                                           |
| VII              | 11-19 марта 2016                                       | Сан-Хуан    | Пуэрто-Рико | «Lengua española y creatividad»                                    |
| VIII             | 27-30 марта 2019                                       | Кордоба     | Аргентина   | A definir                                                          |
| IX               |                                                        | Арекипа     | Перу        |                                                                    |

## Скандалы

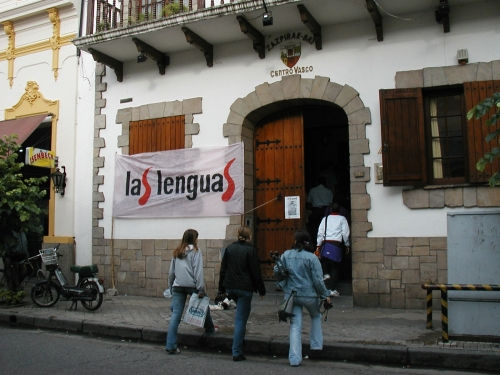
Оформление входа на мероприятие «Congreso de laS LenguaS» во время конгресса в Росарио, Аргентина

Несмотря на непродолжительную историю, некоторые конгрессы ознаменовались скандалами. Так, на I конгрессе в Мексике лауреат Нобелевской премии по литературе Габриэль Гарсия Маркес выступил с речью под названием исп. Botella al mar para el dios de las palabras, в которой критиковал «пенсионные нормы орфографии испанского языка».
Во время III конгресса в Росарио лауреат Нобелевской премии мира Адольфо Перес Эскивель организовал 1-й «Конгресс языков» (исп. Congreso de laS LenguaS) — мероприятие, претендовавшее на восстановление памяти и идентичности языков коренных народов Америки. Кроме того, лингвист из Росарио Нелида Донни де Миранде, обвинила университет Росарио в сотрудничестве с военной диктатурой в Аргентине в 1976—1983 годах.